# Rivera Amplification
Rivera Amplification — американська компанія-виробник музичного обладнання, створена 1976 року.

## Історія
Засновником компанії є Пол Рівера, колишній працівник Mesa Engineering, Yamaha, Music Man та Fender. В серпні 1976 року він заснував власний дослідницький центр в Південній Каліфорнії, зосередившись на створенні музичного обладнання. Більша частина продукції Rivera Amplification — це гітарні підсилювачі. Серед найбільш відомих продуктів виробництва Rivera — лампові стереопідсилювачі серії S120, ламповий акустичний підсилювач Sedona, перемикач ефектів Routmeister, підсилювачі для початківців Pubster та Clubster, та інші.

## Продукція Rivera
| - «Голови» - Clubster Royale Recording Top - Knucklehead Tre & Tre Reverb - KR7-Mick Thomson Signature - Rake Head — Jay Graydon Signature reissue - Venus 5 Top - Venus Deux Recording Top - Venus Recording - «Кабінети» - 4X12 Straight Seven Cab-Mick Thomson Signature - K212 - Silent Sister - Venus 112 Extension Cabinet - Venus Deux 112 XL Extension Cabinet - Venus Satellite 1×10 | - Комбопідсилювачі - Chubster 40 - Clubster Royale Recording 1×12 - Fandango 55 1×12 - Quiana 55 1×12 - Sedona 55 & Sedona 25 - Sedona Lite (Split Grill version) - Sedona Lite 25watt 1×10 - Stage IV - Suprema 55 1×15 Jazz (2 channel) - Suprema Jazz Recording (Single Channel) 1×10, 1×12, 1×15 - Venus 5 - Venus 6 - Venus Deux Recording | - Педалі - 3D Shaman Chorus/Vibrato - Acoustic Shaman Chorus - Blues Shaman - Double Shaman - Metal Shaman - Sustain Shaman - Атенюатори - Mini Rockcrusher Recording - RockCrusher - RockCrusher Recording - Інше - Head Master Midi Switcher | - Вже не випускаються - Clubster Doce 1×12 - Clubster Royale series - Fender ’68 Deluxe reissue modded by Paul Rivera - Pubster 25 Top - TBR 5 - Venus 3 series - Venus 3 Top - Venus Deux - Venus Deux Top |